# Charles-François Lebrun
Pour les articles homonymes, voir Lebrun.
Charles-François Lebrun, duc de Plaisance, né le 19 mars 1739 à la Bouchelière, hameau de Saint-Sauveur-Lendelin dans le diocèse de Coutances (Manche), et mort le 16 juin 1824 à Sainte-Mesme (Yvelines) est un homme d'État français.
D'abord député du tiers état, il siège à l'Assemblée nationale constituante à partir de 1789. Lebrun occupe ensuite la fonction de troisième consul de la Première République et devient prince-architrésorier du Premier Empire dès 1804.

## Biographie

### Jeunesse et période précédant la Révolution
Quatrième fils de Paul Lebrun (23 mars 1708 - 14 juin 1782), petit propriétaire exploitant (pour qui il achètera en 1777 la charge de secrétaire du roi près le parlement de Grenoble) et de Louise Le Crosnier (17 juin 1710 - 18 avril 1783), Charles-François est éduqué comme ses sept autres frères par un abbé et une parente leur donnant les bases d'une instruction, avant de l’envoyer au collège de Coutances, puis au Collège des Grassins, composante de l'ancienne Université de Paris qui accueille principalement des jeunes gens du diocèse. Il y apprend le latin, le grec, l’italien, l’espagnol et l’anglais, langues qu’il parle couramment à l’âge de 20 ans. Il poursuit ensuite des études de philosophie au collège de Navarre, autre composante de l'Université de Paris. Découvrant Montesquieu, il souhaite ardemment étudier la constitution du royaume de Grande-Bretagne. Pour cela, il part dans un long périple le menant en Belgique, en Hollande et arrive enfin en Angleterre en 1762. Il assiste régulièrement aux séances du Parlement et apprend à apprécier ce système qu’il aurait aimé pouvoir adapter à la France.
De retour en France, il entreprend des études de droit auprès du professeur Lorry, qui le présente au premier président du parlement de Paris, René Nicolas de Maupeou, par qui il est engagé comme précepteur pour son fils aîné. Durant cette période il traduit l'Iliade d’Homère, plus tard il traduit aussi l'Odyssée. Grâce à la bienveillance de Maupeou, Lebrun est nommé censeur royal dès 1765.
Maupeou est nommé chancelier en 1768. Lebrun achète alors un office de payeur des rentes. De 1771 à 1774, Maupeou réforme la justice. Lebrun qui est son secrétaire rédige les préambules des édits, à tel point que l’on dit : « Que serait Maupeou sans Lebrun ? ». Il est alors "inspecteur du domaine de la Couronne", qualité qu'il déclare lors de son mariage en 1773 avec Anne Delagoutte, fille d'un avocat au Parlement de Paris,.
La disgrâce de Maupeou, venant avec la mort de Louis XV, entraîne celle de Lebrun, mais aussi l’arrêt de la réforme et donc le rétablissement des parlements. Bien que suivant son protecteur dans sa disgrâce, Lebrun conserve ses revenus et se lance dans l’écriture. Il publie peu après une traduction du Tasse : La Jérusalem délivrée. La légende veut que ce livre ait fait partie des lectures de Bonaparte encore à Brienne. En 1779, il achète le château de Grillon, près de Dourdan, ancienne demeure de Jean-François Regnard. Il s’y retire souvent loin de l’agitation parisienne, pour vivre selon les principes de Rousseau. Il faut attendre le gouvernement de Necker pour que l’on refasse un peu appel à lui mais seulement en tant que conseiller et sûrement par amitié de la part de Necker.

### De la Révolution au 18 brumaire

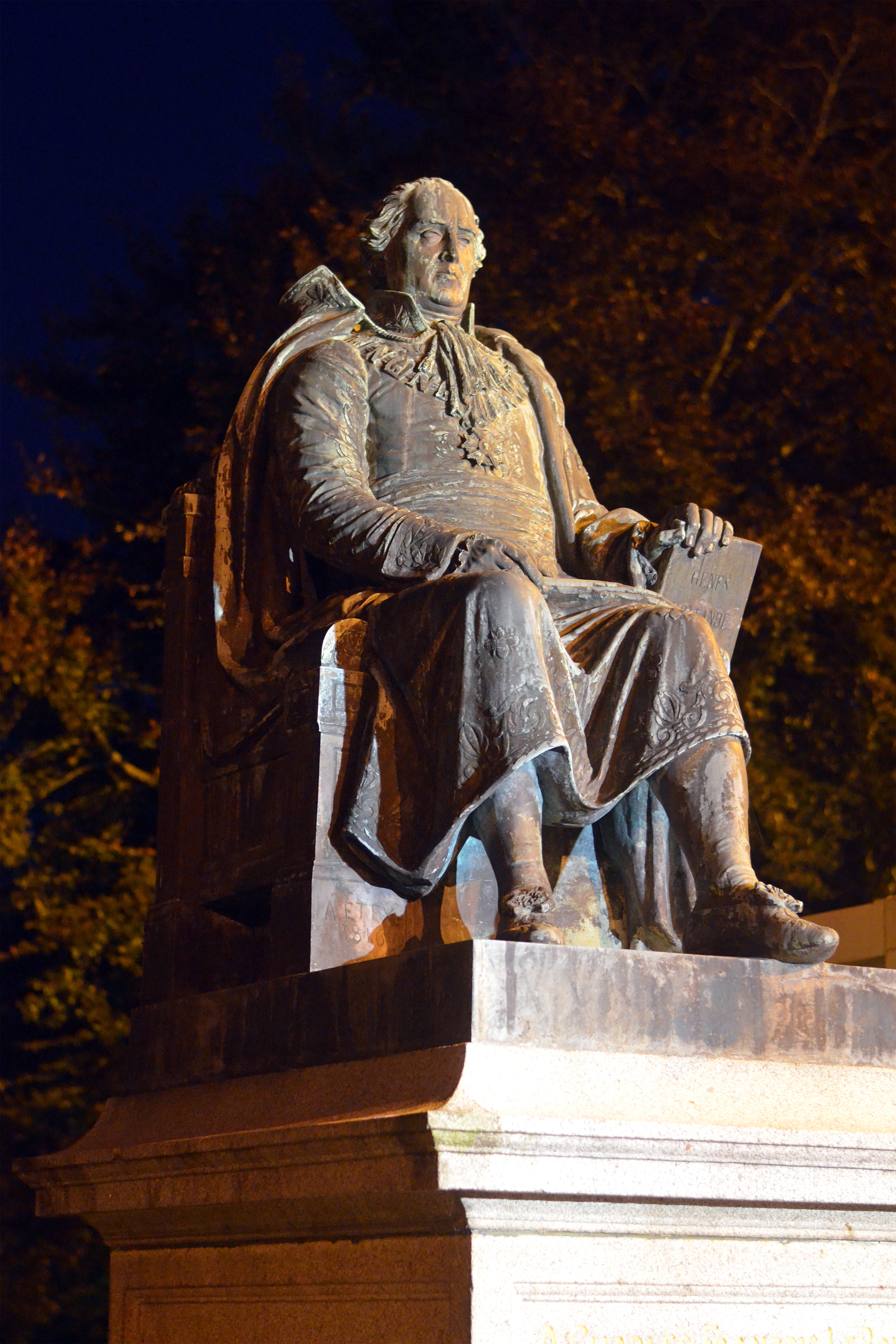
Statue de Charles-François Lebrun à Coutances.

En 1789, peu avant la Révolution, il publie La voix du Citoyen, livre que certains qualifient de prémonitoire sur la suite des événements. Le 25 mars 1789, il est élu député du tiers-état du bailliage de Dourdan aux états généraux. À cette occasion, il renonce à ses privilèges «pécuniaires et onéreux pour le tiers état». Le 20 juin, il prête le Serment du jeu de paume. Il s’investit beaucoup dans la fonction de député : nommé membre du comité des contributions de la Constituante, il en est le rapporteur ; il est également rédacteur de nombreux projets de loi. Il fait en sorte de n'adhérer à aucun club et par conséquent de rester indépendant. Ceci lui vaut l'amitié de nombreux députés modérés, à tel point qu’il est proposé à la présidence de l'assemblée, mais il est battu par l'abbé Montesquiou.
À la suite de la dissolution de l'assemblée constituante, le 16 mai 1791, et de l'impossibilité pour ses députés de se représenter pour un mandat de député, il retourne dans son département de Seine-et-Oise dont il devient président du directoire. L’année 1792 marque un tournant, avec l'assassinat du maire d'Étampes, Simonneau, puis le pillage des appartements du roi par la foule le 20 juin 1792.
À la suite d'une intervention à la tribune de l’assemblée, le faisant taxer de « fougueux modéré » ou d’« aristocrate forcené » par les Jacobins, il sent la tension monter et préfère démissionner de son poste de directeur et se retire une nouvelle fois à Dourdan le 7 août. La prise des Tuileries le 10 août 1792, le choque particulièrement, lui qui reste royaliste.
Vers la fin août, il est désigné, par la population de Dourdan qui continue de l’estimer, pour faire partie du collège électoral chargé d’élire les députés de Seine-et-Oise à la Convention.
Poussé par ses compatriotes, il accepte de se présenter, ce qui déclenche une nouvelle cabale contre lui.
Il est arrêté à deux reprises durant la Terreur :
- le 15 fructidor an I (1er septembre 1793), en tant que suspect, il est enfermé au couvent des Récollets de Versailles. Il est libéré grâce au représentant Joseph Augustin Crassous qui, à la suite d'une mission en Seine-et-Oise, est intrigué et étudie son dossier, et finalement ordonne sa remise en liberté. Lebrun rentre dans son château de Grillon près de Dourdan le 27 pluviôse an II (15 février 1794).
- le 26 prairial an II (14 juin 1794), alors qu’il fait une demande pour un certificat de civisme, il est renvoyé en prison aux Récollets et, ironie de l’histoire, sur ordre de Crassous. Lebrun craint pour sa tête mais est sauvé par sa nièce Henriette Lebrun qui réussit à voler son dossier d’accusation provoquant ainsi un retard. Il est remis en liberté, sur ordre du Comité de sûreté générale, le 20 vendémiaire an II (11 octobre 1794). Cette mise en liberté est tardive à cause de l’obstination de Crassous.

Après le coup d'État du 9 Thermidor et l'installation du Directoire, il est élu au Conseil des Anciens. Royaliste modéré, il y est considéré comme un spécialiste des questions financières. Il prône notamment la réconciliation nationale ou l’amnistie des émigrés, en s’opposant par exemple aux proscriptions décrétées après le coup d'État anti-royaliste de fructidor.

### Le 18 brumaire et ses suites

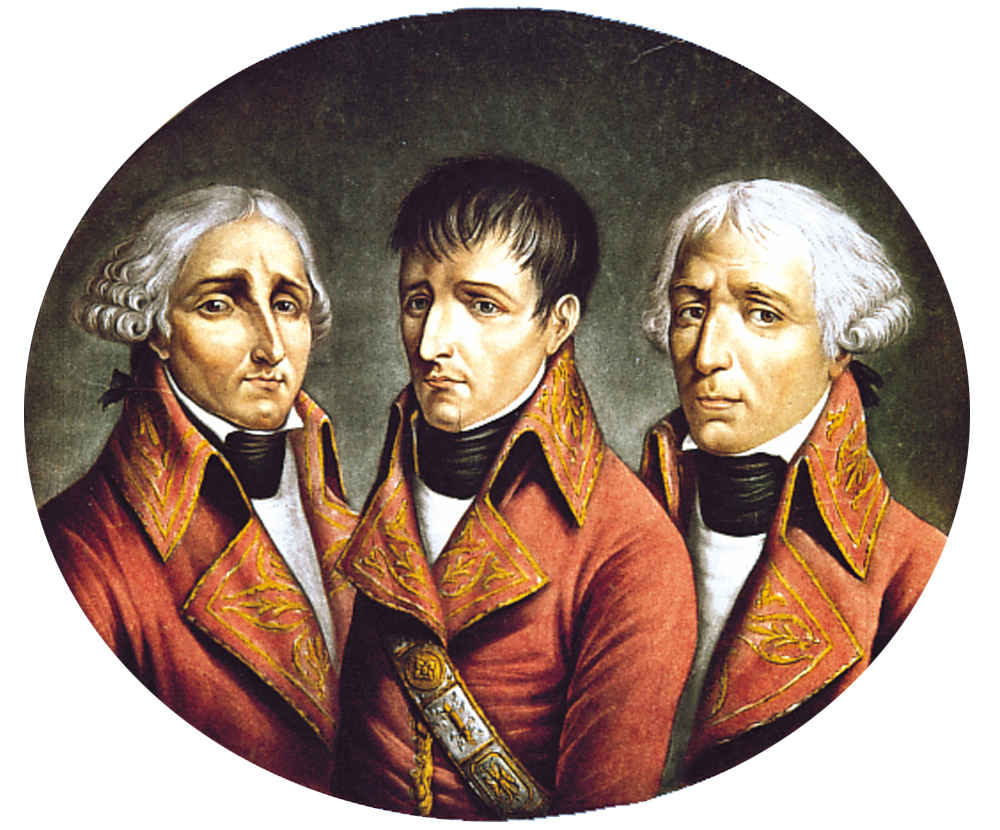
Les trois consuls : Cambacérès, Bonaparte et Lebrun.

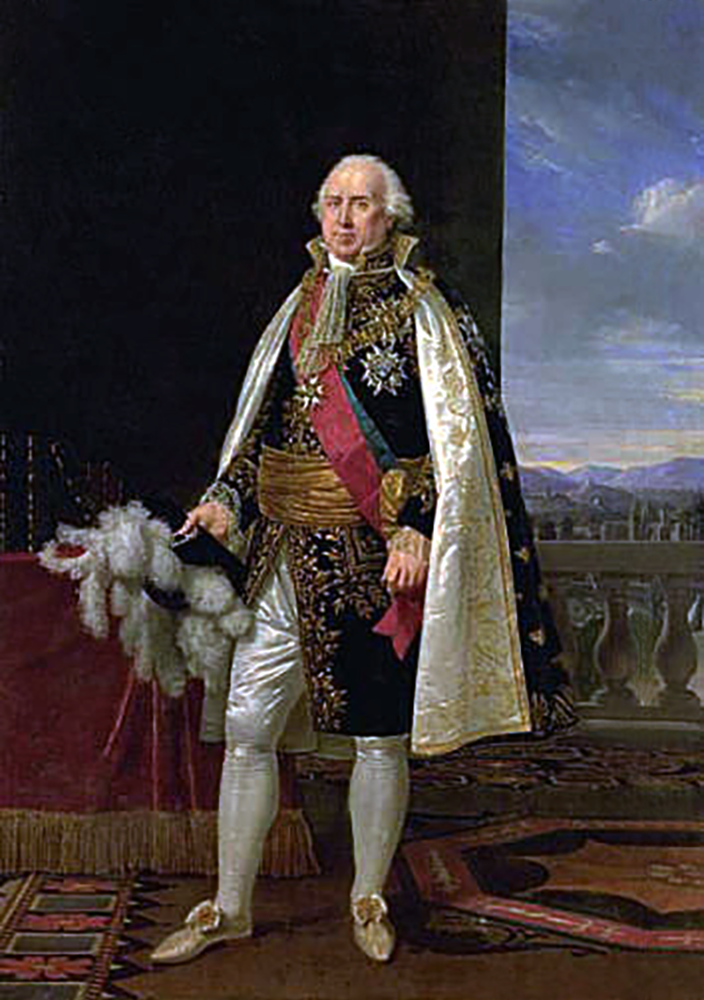
Charles-François Lebrun duc de Plaisance par Robert Lefèvre.

Sous le Consulat, le 13 décembre 1799, il devient troisième consul, particulièrement chargé des finances. Avec Bonaparte et Jean-Jacques-Régis de Cambacérès, il est l’un des fondateurs de la Société d’encouragement pour l’industrie nationale.
C’est donc tout naturellement qu’il devient ensuite prince-architrésorier du Premier Empire, en 1804. Napoléon Ier le fait Grand aigle de la Légion d'honneur (2 février 1805), duc de Plaisance en 1806 et en 1807, il participe à la création de la Cour des comptes. En 1810, il est chargé d’organiser le rattachement à la France du royaume de Hollande mais devant l'échec de Lebrun, l'empereur doit finalement envoyer Pierre-François Réal pour rétablir le calme.
Il s'éprend vers 1810 - 1811 de la marquise génoise et comtesse d'Empire : Anna Pieri Brignole Sale d'une des premières maisons de Gênes qui avait donné de nombreux et prestigieux doges à la République. Elle est veuve depuis peu et remarquable tant par ses charmes que par son esprit. Son fils Anton Brignole Sale est ministre d'État et elle, suivante de l'impératrice. Le mariage projeté ne se fait pas à cause du fils de Lebrun qui demande à l'empereur de s'y opposer arguant d'une certaine légèreté de Madame de Brignole envers les hommes.
Lors de la chute de Napoléon, il est nommé pair de France par Louis XVIII. Il accepte pendant les Cent-Jours la charge de grand maître de l’Université, ce qui le prive de la pairie lors du retour de la monarchie. Il se retire alors dans son château de Sainte-Mesme, où il meurt à l’âge de 85 ans.
Charles-François Lebrun, duc de Plaisance, est inhumé au cimetière du Père-Lachaise.

### Hommages

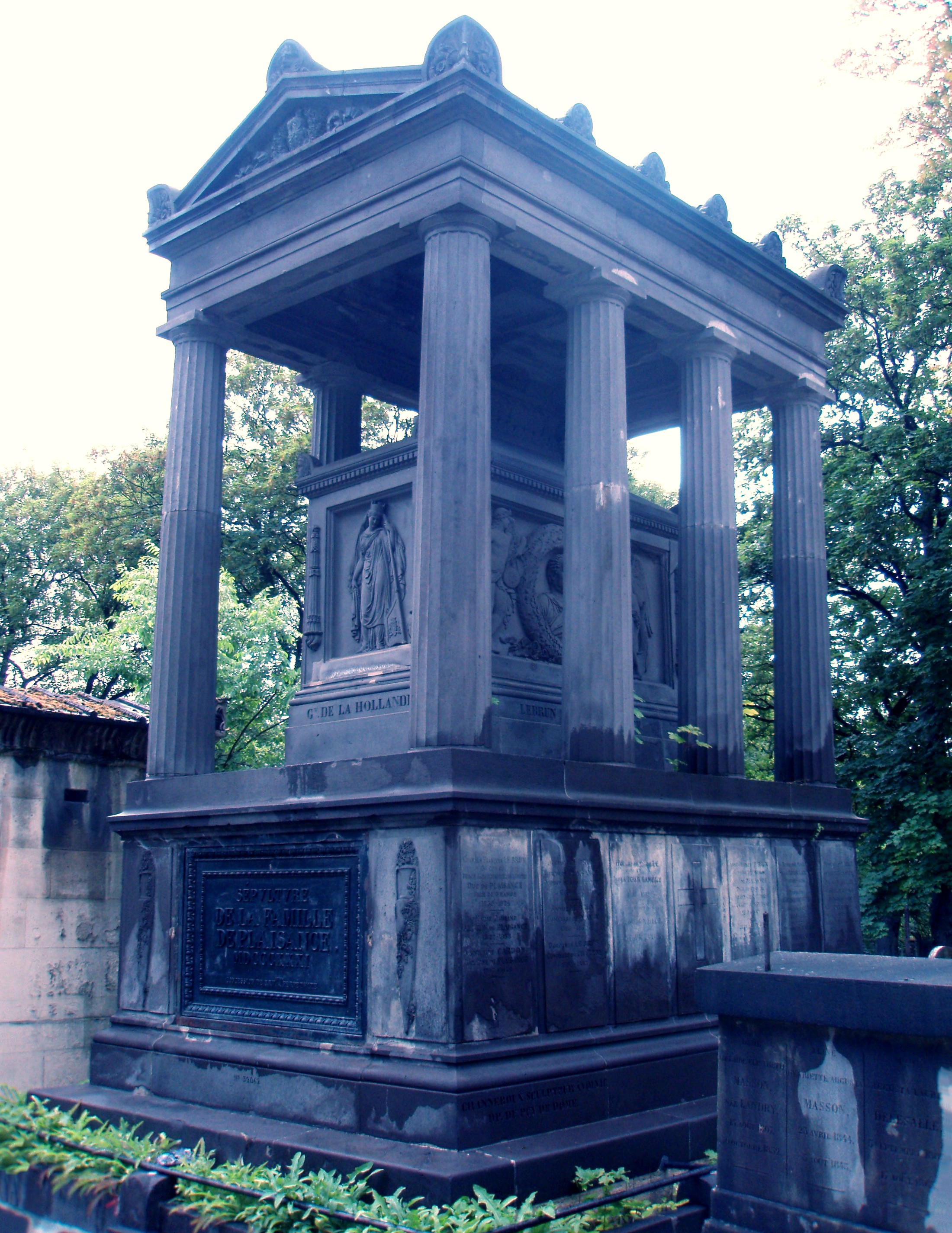
Tombe de Charles-François Lebrun, duc de Plaisance.

Le nom de Charles-François Lebrun a été donné au lycée de Coutances et sa statue se trouve non loin de la cathédrale.
Un vitrail de l’église de Saint-Sauveur-Lendelin célébrant la participation de Lebrun à l'élaboration du concordat et à la paix religieuse, a été inauguré en septembre 2002, ainsi qu'un monument situé dans le village. Un portrait en habit d'architrésorier est exposé dans la Mairie, un portrait en pied par Robert Lefèvre est conservé au musée de Coutances, un autre orne la salle Lebrun de la Cour des Comptes.
Le Grand Dictionnaire Encyclopédique du XIXe siècle fournit la conclusion d'une brève biographie de Lebrun : « Il est un des hommes de la Révolution dont l'élévation a été la plus surprenante, car elle ne fut l'œuvre ni de l'ambition, ni de l'intrigue. Comblé de faveurs (…), il sut toujours garder son indépendance et son franc-parler. C'était l'homme de la modération ».

## Union et postérité
Le frère ainé de Charles-François Lebrun est Jean-Baptiste Lebrun (18 novembre 1736 - Saint-Sauveur-Lendelin † 23 janvier 1822 - Paris), est député de la Manche (1800), sénateur (1803), comte de Rochemont et de l'Empire (26 avril 1808), pair de France.
- Charles François Lebrun épouse le 15 juin 1773 Anne Delagoutte[3] (novembre 1755-21 mai 1800). De leur union naissent.
  - Anne-Charles (1775 † 1859), général de division (1812), 2e duc de Plaisance (1824), marié, dont une fille ;
  - Alexandre (1780 † 1812), colonel de cavalerie, marié, dont postérité ;
  - Sophie Eugénie (1787 † 1851), mariée avec Adrien Godard d'Aucour dit « le comte de Plancy » (12 octobre 1778 - Paris † 6 septembre 1855 - château de Plancy-l'Abbaye, Aube), auditeur au Conseil d'État (3 février 1802), sous-préfet de Soissons (1er octobre 1804-1805), préfet de la Doire (4 mai 1805-1808), de la Nièvre (30 mai 1808-1810), de Seine-et-Marne (30 novembre 1810, confirmé le 6 avril 1815, remplacé le 14 juillet 1815), maître des requêtes au Conseil d'État (honoraire, 5 juillet 1814), 1er baron de Plancy et de l'Empire (28 mai 1809), dont postérité ;
  - Auguste Charles (1789 † 1849), marié, dont postérité ;
  - Dorothée (1792 † 1863), mariée avec Gilbert Joseph Gaspard de Chabrol (1773 † 1843), sous-préfet de Pontivy (« Napoléonville », 1803-1806), préfet de Montenotte (1806-1812), préfet de la Seine (1812-1815 et 1815-1830), député de la Seine (1816-1817) et député du Puy-de-Dôme (Riom, 1827-1830 et 1839-1843), baron de Chabrol et de l'Empire (17 mai 1810) puis comte de Chabrol-Volvic, grand-croix de la Légion d'honneur.

## Iconographie
Le buste de Lebrun en habit consulaire apparaît, aux côtés de ceux de Bonaparte et de Cambacérès, sur une célèbre médaille réalisée par le graveur Romain-Vincent Jeuffroy en 1802. Il s'agit d'une commande du Corps législatif destinée à commémorer les premiers succès du consulat. Le revers porte la légende : "paix intérieure, paix extérieure". Plusieurs exemplaires de cette médaille sont conservés au musée Carnavalet.

## Armoiries
| Figure | Blasonnement |
|        | Prince-Architrésorier de l'Empire (28 floréal an XII (1804)), gouverneur général de la Ligurie et de la Hollande, grand-maître de l'Université (Cent-Jours), Duc de Plaisance (19 mars 1808), Grand officier (10 pluviôse an XIII), puis Grand aigle de la Légion d'honneur (12 pluviôse an XIII (1er février 1805)), Grand collier de la Légion d'honneur, De sable, à une louve arrêtée d'or, soutenue du même, surmontée de deux billettes d'argent ; au chef des Princes Grands Dignitaires,. |
|        | Armes de Pair de France (4 juin 1814, 2 juin 1815 (Cent-Jours), révoqué le 24 juillet 1815, Baron-pair le 5 mars 1819, lettres patentes du 15 juin 1824) De sable, à une louve arrêtée d'or, soutenue du même, surmontée de deux billettes d'argent ; au chef cousu d'azur semé d'étoiles d'or. |

### Sources
- Opinions, rapports, et choix d'écrits politiques de Charles-Franc̜ois Lebrun, duc de Plaisance, recueillis et mis en ordre par son fils aîné, et précédés d'une notice biographique, Paris, 1829. Texte numérisé.